# Eurygastropsis
Eurygastropsis är ett släkte av tvåvingar. Eurygastropsis ingår i familjen parasitflugor.
Kladogram enligt Catalogue of Life:
| Eurygastropsis | \| \| Eurygastropsis castanea \| \| \| \| \| \| Eurygastropsis tasmaniae \| \| \| \| |
|                | \| \| Eurygastropsis castanea \| \| \| \| \| \| Eurygastropsis tasmaniae \| \| \| \| |
|                | Eurygastropsis castanea                                                              |
|                |                                                                                      |
|                | Eurygastropsis tasmaniae                                                             |
|                |                                                                                      |